# Santuario della Madonna delle Grazie (Tovo San Giacomo)
Il santuario della Madonna delle Grazie è un luogo di culto cattolico situato nella frazione di Bardino Vecchio nel comune di Tovo San Giacomo, in provincia di Savona. Ubicato lungo la strada provinciale 4 (collegante i due comuni di Pietra Ligure e Magliolo), il santuario si trova in una posizione a mezza costa tra vigneti e case sparse.

## Storia
Secondo la leggenda e devozione popolare, tramandata oralmente ancora oggi, l'origine del santuario è legata ad un evento miracoloso nel 1722. La tradizione vuole che nei luoghi ove oggi sorge la chiesa apparve la Vergine Maria ad una ragazza muta che, secondo il racconto popolare, acquisì misteriosamente l'uso della parola.

## Descrizione
L'edificio presenta uno stile architettonico databile al XVIII secolo, nonostante subì nel secolo successivo diversi interventi ristrutturali che ne modificarono in parte l'originale struttura settecentesca. L'interno della chiesa è diviso in tre navate e in capo a quella di destra è presente l'altare col gruppo ligneo venerato dai fedeli.
Il gruppo ligneo è composta da diverse statue di scultore ignoto, ma secondo alcune fonti allievo dello scultore di Savona Antonio Brilla. Le statue sono state posizionate nel 1822 in occasione del centenario dell'apparizione.
All'interno del santuario sono presenti inoltre un cospicuo numero di ex voto donati, secondo la tradizione religiosa, per fatti miracolosi o grazie ricevute; la maggior parte di essi sono monili d'oro che in occasione della festività annuale vengono collocati sulla statua della Madonna.